# Thomas Franklin Daniel
Thomas Franklin Daniel (1954 - ) é um botânico norte-americano.
É um especialista da família botânica Acanthaceae. 